# ابرشتالتسل
ابرشتالتسل (به آلمانی: Eberstalzell) یک منطقهٔ مسکونی در اتریش است که در ناحیه ولس لند واقع شده‌است. ابرشتالتسل ۲۷٫۶ کیلومتر مربع مساحت دارد ۴۰۰ متر بالاتر از سطح دریا واقع شده‌است.